# Afromelanichneumon rufiventris
Afromelanichneumon rufiventris là một loài tò vò trong họ Ichneumonidae.